# Atlante (architecture)
Pour les articles homonymes, voir Atlante et Télamon (homonymie).
En architecture, un atlante ou télamon est une figure masculine sculptée qui supporte une charge, ici, un élément de l'architecture : architrave, angle de corniche, etc. C'est une variante masculine de la cariatide.
Le terme dérive du nom du Titan de la mythologie grecque Atlas. Les atlantes sont formés de figures d'hommes debout ou agenouillés, et sont employés dans certains temples grecs. Dans les temples romains, ces éléments portent plutôt le nom de « télamons ».
Les atlantes sont ensuite en vogue au moment de la Renaissance italienne, mais surtout à l'âge baroque.

## Galerie

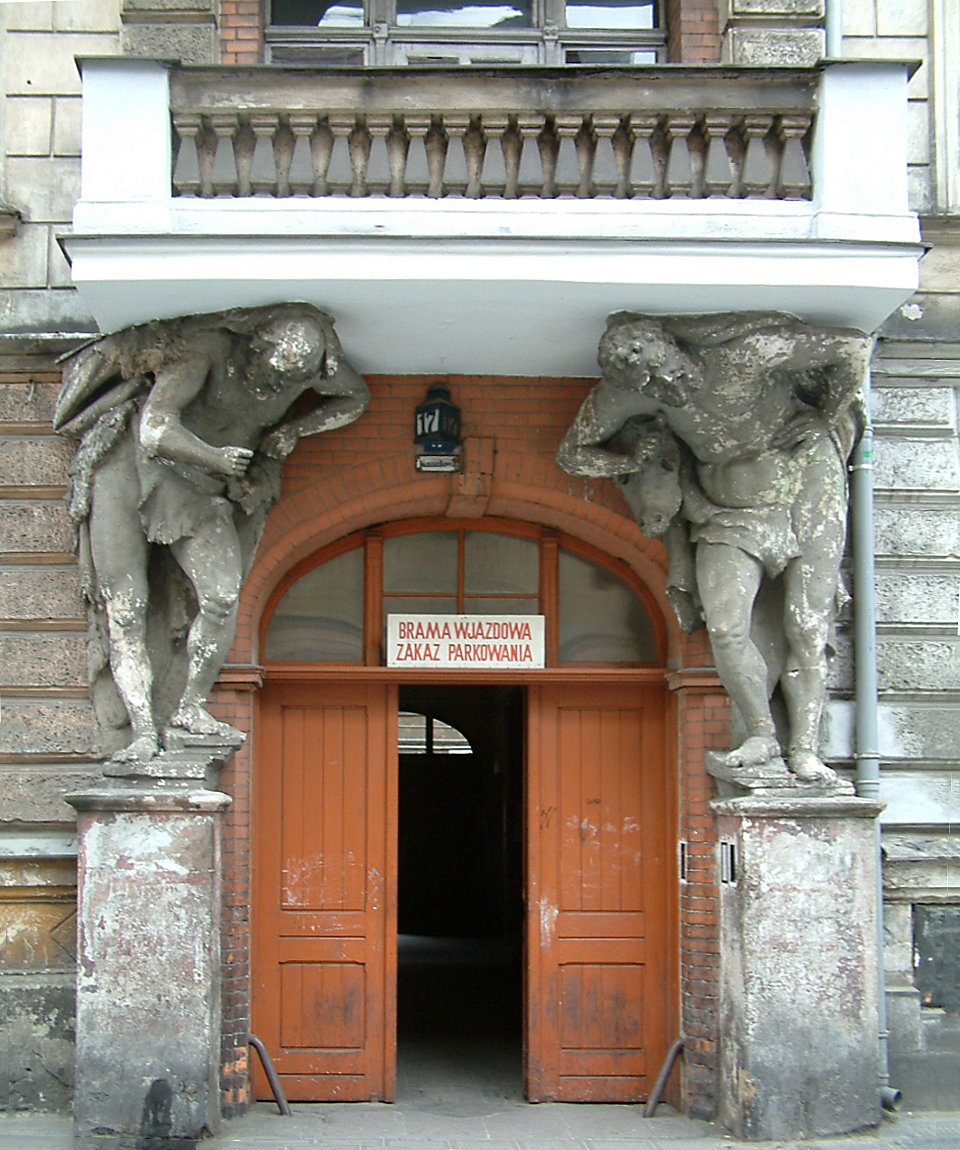
Atlantes de style éclectique, 17, rue Kanałowa, à Poznań.
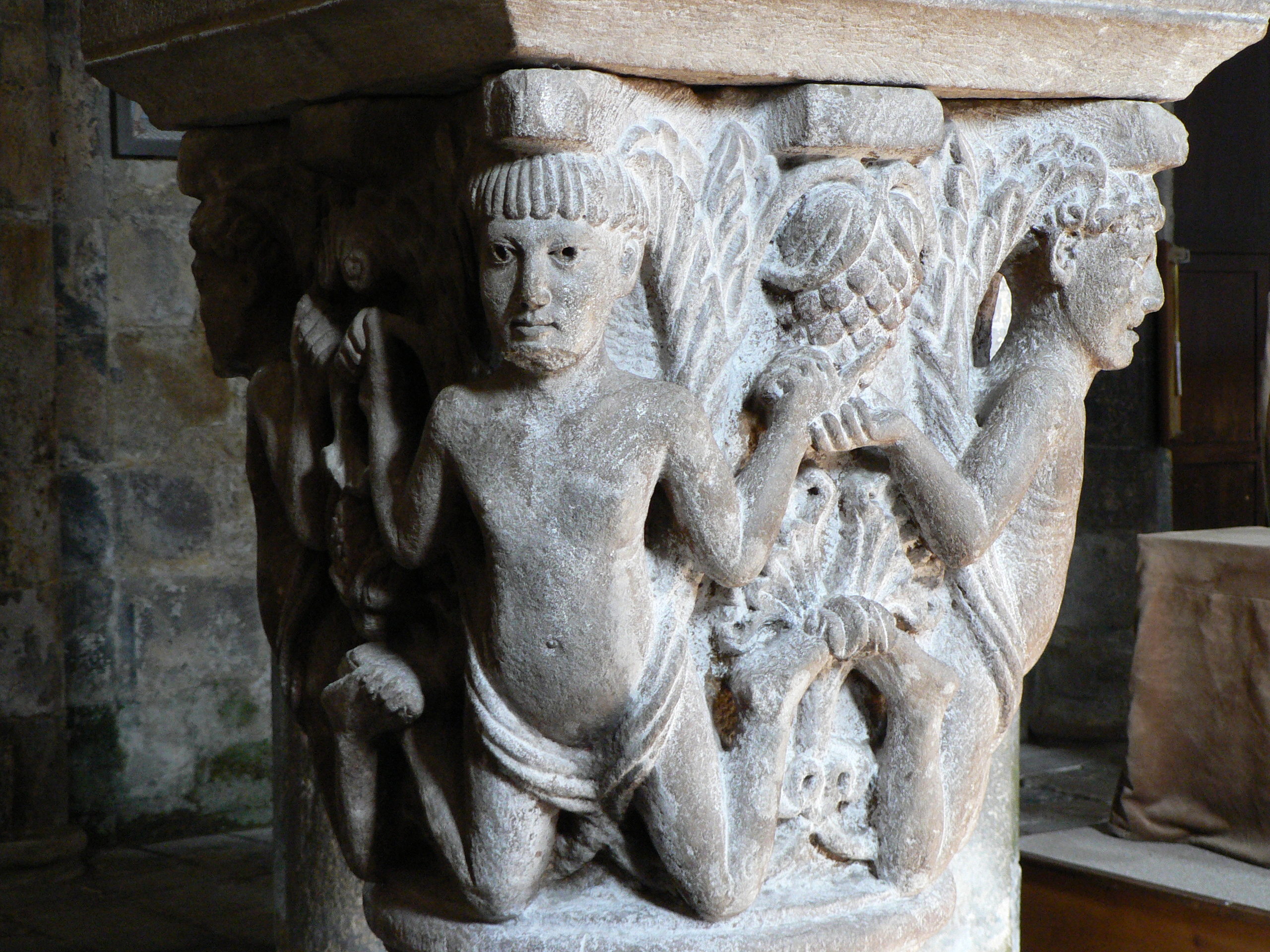
Chapiteau des atlantes de l'abbaye de Mozac.
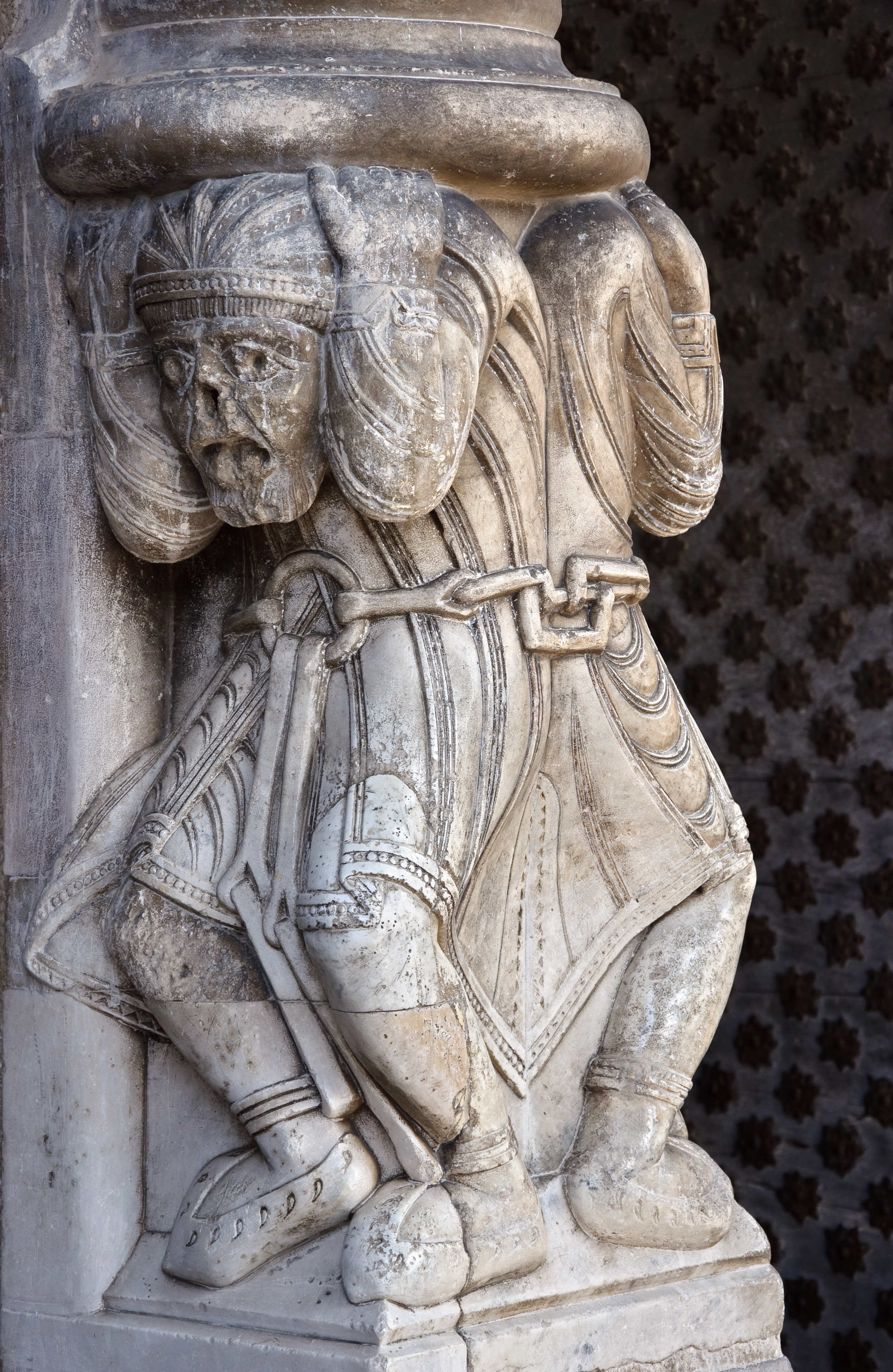
Les atlantes enchaînés de la cathédrale Sainte-Marie d'Oloron.
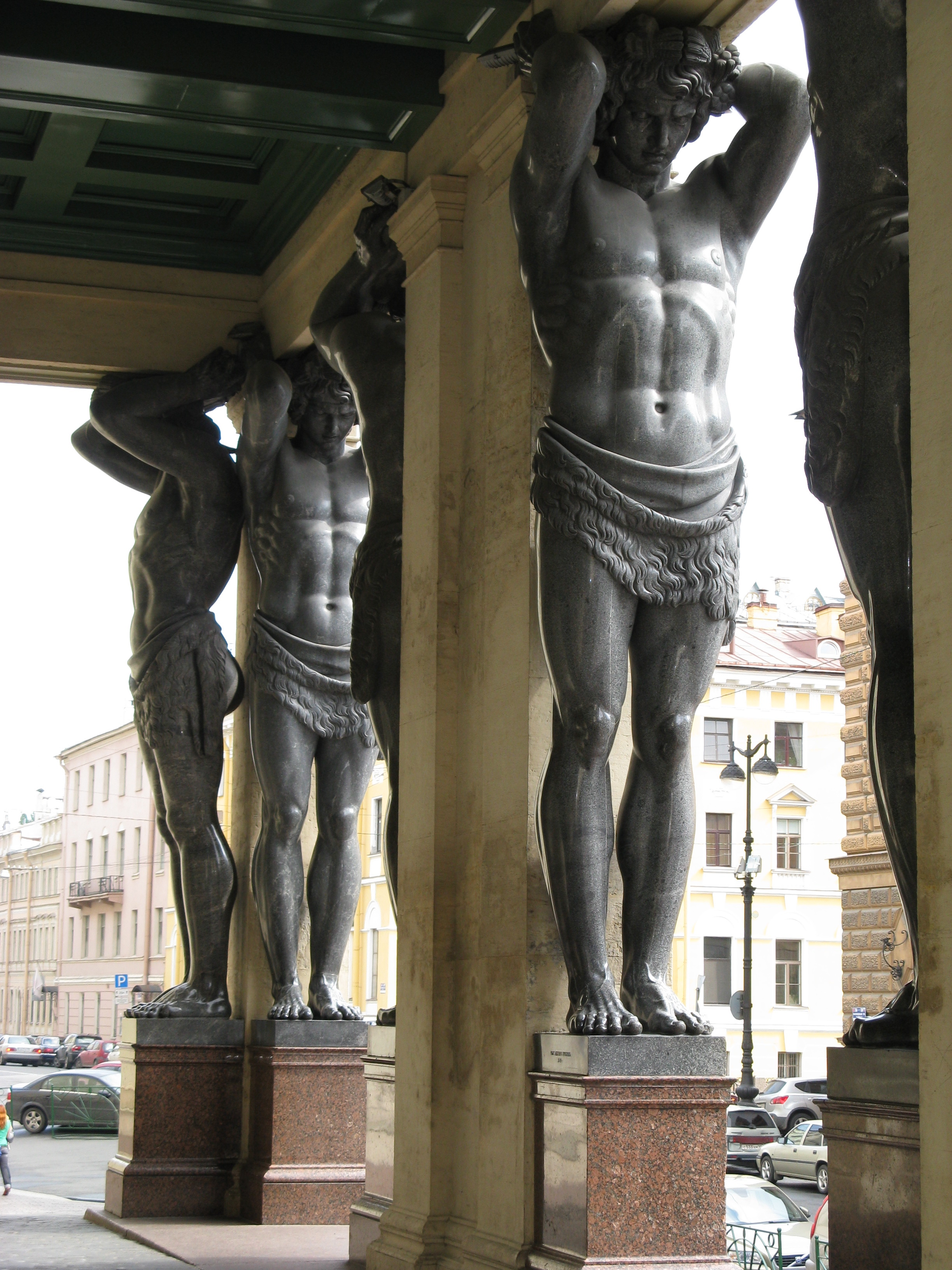
Atlantes du Nouvel Ermitage à Saint-Pétersbourg.
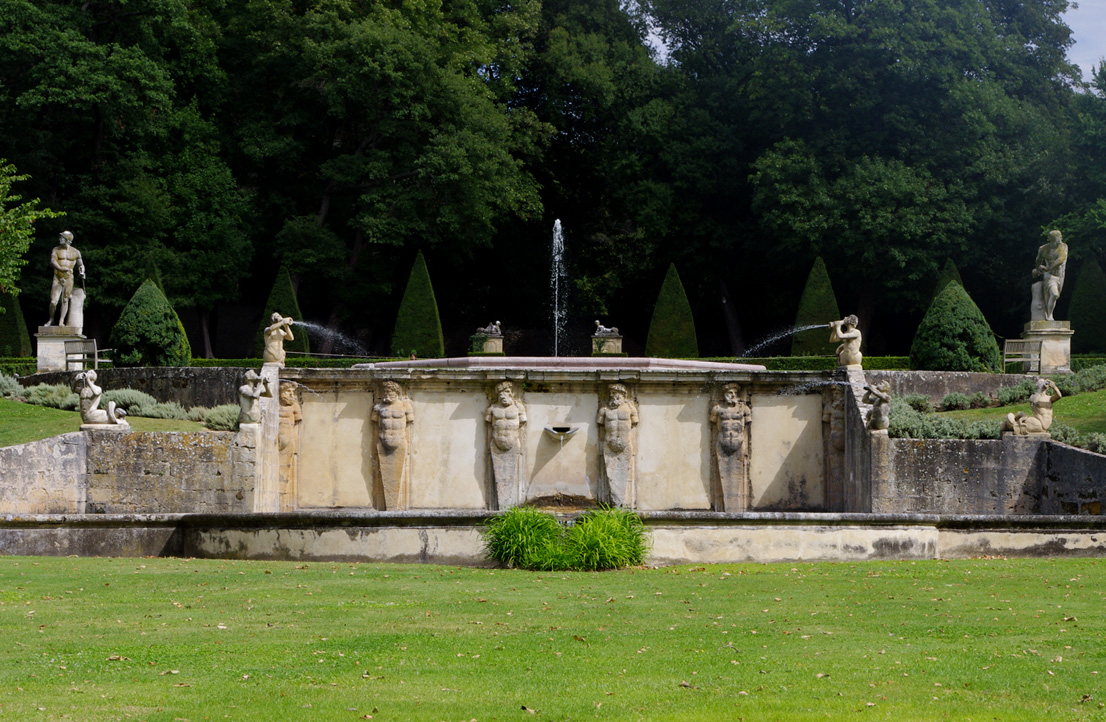
Atlantes soutenant une table d'eau dans le jardin d'Albertas à Bouc-Bel-Air.
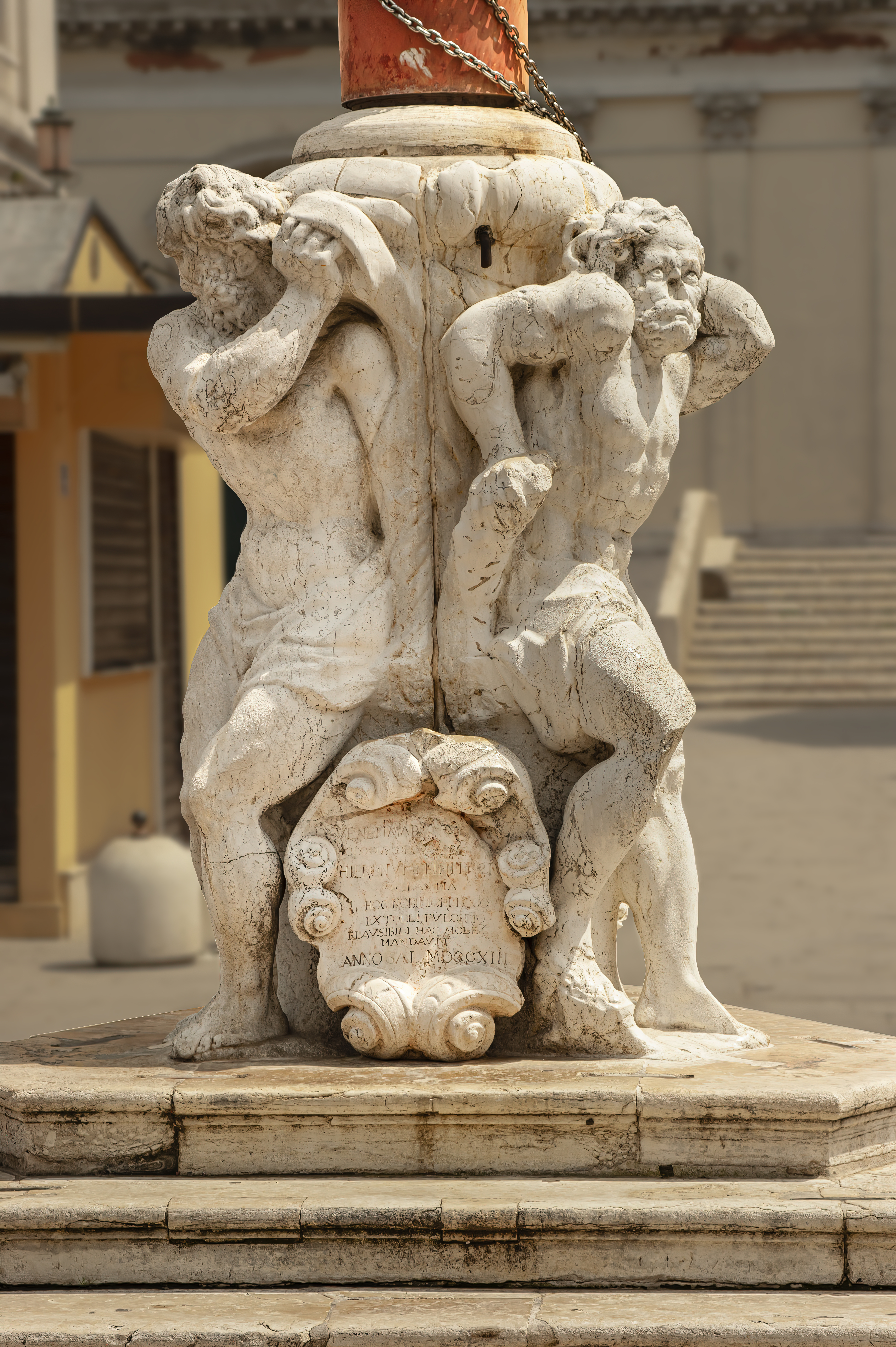
Télamons à Chioggia.
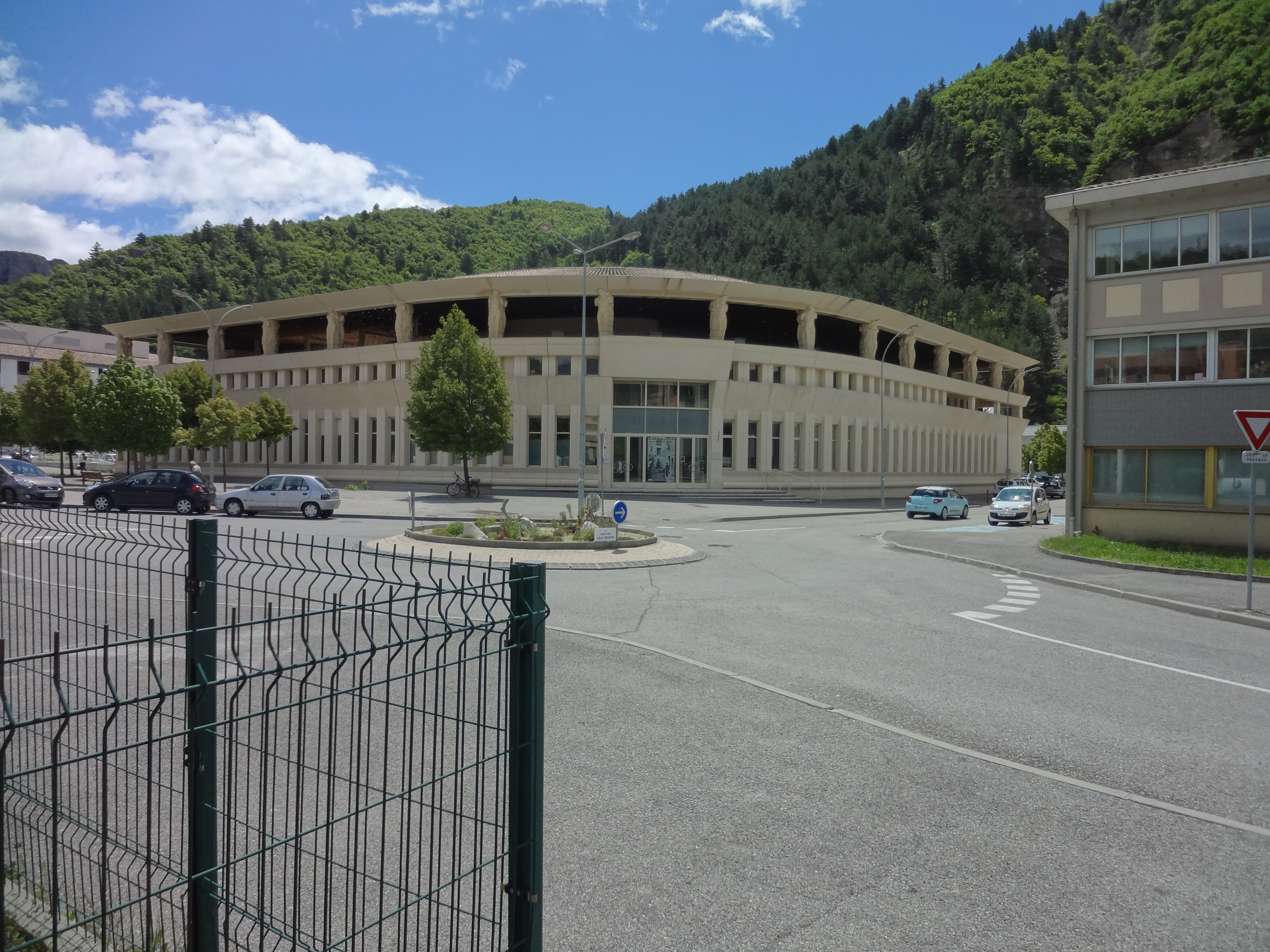
Atlantes des Archives départementales des Alpes-de-Haute-Provence.